# Liste der Kardinaldiakone von San Girolamo della Carità
Folgende Kardinäle waren oder sind Kardinaldiakon von San Girolamo della Carità (lat. Diaconia Sancti Hieronymi a Caritate in via Iulia):
- Giulio Bevilacqua (1965)
- Antonio Riberi (1967) pro illa vice
- Paolo Bertoli (1969–1973)
- Pietro Palazzini (1974–1983) pro illa vice
- Jorge María Mejía (2001–2014)
- Miguel Ayuso Guixot MCCJ (2019–2024)